# Manel Expósito i Presseguer
Manel Expósito i Presseguer, conegut futbolísticament com el Xino Expósito (Sentfores, 29 de novembre de 1981) és un exfutbolista català que jugava com a davanter. Posteriorment ha fet d'entrenador de futbol.

## Trajectòria esportiva

### Els inicis al futbol català
Expósito es va iniciar a les categories inferiors de la UE Vic, equip amb el qual va debutar Tercera Divisió. La temporada 2000-01 va jugar al CE Júpiter, club on es va consolidar com a titular i va marcar 14 gols. En aquesta època al club grisgrana va rebre el malnom de Xino, per part del speaker local, Paco Terrado.
La bona temporada al Júpiter va cridar l'atenció de la UE Sant Andreu. La temporada no va començar gaire bé per l'equip quadribarrat, amb un inici de lliga desastrós que va enfonsar l'equip andreuenc al fons de la classificació. L'arribada del tècnic Roberto Puerto, juntament amb alguns fitxatges, va servir de revulsiu i l'equip va protagonitzar una segona volta espectacular que va permetre que l'equip acabés en quarta posició, classificant-se per a la promoció d'ascens a Segona B. En la lligueta l'equip va acabar tercer, mantenint les opcions d'ascens fins a l'últim partit, disputat al camp de l'Oriola CF. Expósito va disputar 40 partits, marcant 8 gols.
La segona temporada al Sant Andreu (temporada va ser la millor d'Expósito al club andreuenc, jugant 42 partits i marcant 13 gols. Cal destacar els dos hat-trick que va marcar en 15 dies, contra la UDA Gramenet B i la UE Castelldefels. L'equip va acabar en tercera posició, però a la promoció d'ascens a Segona B l'equip només va sumar 2 punts de 18 possibles, esvaïnt les opcions d'ascens.

### El somni blaugrana frustrat per les lesions
L'estiu de 2003 va ser mogut, i després d'haver signat un precontracte amb la UE Figueres, el FC Barcelona es va fer amb els serveis del davanter osonenc, pagant la quantitat de 60.000 euros. Expósito va jugar al filial blaugrana i va debutar amb el primer equip el 16 de novembre de 2003, en el partit inaugural de l'Estádio do Dragão. Aquell dia també va debutar amb l'equip blaugrana un jove argentí anomenat Leo Messi. La progressió d'Expósito es va truncar per una lesió al cinquè metatarsià del peu dret. El temps de recuperació havia de ser de només tres mesos, però es va acabar allargant un any i mig.

### La recuperació, a la Segona B
Ja recuperat, l'estiu de 2005 Expósito va fitxar per l'Atlètic de Madrid, jugant al tercer equip matalasser, l'Atlético Aviación. La temporada següent Expósito va tornar a jugar a Segona B, primer amb l'AD Alcorcón i posteriorment amb la UE Figueres. La temporada 2007-2008 Expósito va jugar al Benidorm CD, i posteriorment va militar durant una temporada i mitja a la UDA Gramenet. Els problemes econòmics de l'equip colomenc van propiciar la marxa del Xino a l'equip murcià de l'Atlético Ciudad, on va disputar la segona volta.

### La segona joventut als antípodes
La temporada 2010-2011 Expósito va començar a l'AD Cerro de Reyes, però al mes de novembre va rebre una oferta de l'Auckland City FC, equip professional de Nova Zelanda entrenat pel català Ramon Tribulietx. Expósito, que no havia cobrat ni un euro de la seva estada al Cerro de Reyes, no s'ho va pensar dues vegades i va fer les maletes cap als antípodes.
Expósito s'ha convertit en un jugador molt important a l'Auckland City FC. L'equip va guanyar la OFC Champions League (lliga de campions d'Oceania) contra l'Amicale FC de Vanuatu per un marcador global de 6-1. Expósito va marcar tant al partit d'anada com al de tornada. Després de conquerir el màxim trofeu continental, Expósito jugà amb l'Auckland City el Campionat del Món de Clubs de futbol de l'any 2011.

## Palmarès
- Lliga de Campions de l'OFC (2): 2010-11, 2011-12.